# Cicatrisestola humeralis
Cicatrisestola humeralis là một loài bọ cánh cứng trong họ Cerambycidae.